# Natação nos Jogos Pan-Americanos de 2019 - Revezamento 4x100 m medley feminino
As competições do revezamento 4x100 metros medley feminino da natação nos Jogos Pan-Americanos de 2019 foram realizadas em 10 de agosto no Centro Aquático Nacional, em Lima, no Peru. 

## Calendário
Horário local (UTC-5).
| Data         | Horário | Fase          |
| ------------ | ------- | ------------- |
| 10 de agosto | 12:27   | Eliminatórias |
| 10 de agosto | 21:54   | Final         |

## Medalhistas
|  | USA Estados Unidos                                                                                        |  | CAN Canadá |  | BRA Brasil |
|  | Anne Lazor Kendyl Stewart Margo Geer Phoebe Bacon Isabelle Stadden* Lia Neal* Molly Hannis* Sarah Gibson* |  | Alexia Zevnik Danielle Franci Faith Anya Knelson Haley Monica Le Black Alyson Patricia Ackman* Katerine Savard* Mackenzie Eliza Glover* Mary-Sophie Harvey* |  | Etiene Medeiros Giovanna Diamante Jhennifer Conceição Larissa Oliveira Daynara de Paula* Fernanda de Goeij* Manuella Lyrio* Pamela Alencar* |

* Nadadores que só participaram das eliminatórias da prova, mas que também recebem medalhas.

## Recordes
Antes desta competição, os recordes mundiais e pan-americanos da prova eram os seguintes:
| Tipo                             | Atleta | Tempo   | Local   | Data                |
| -------------------------------- | --- | ------- | ------- | ------------------- |
|                                  | Estados Unidos · Regan Smith (57.57) · Lilly King (1:04.81) · Kelsi Dahlia (56.16) · Simone Manuel (51.86)          | 3m50s40 | Gwangju | 28 de julho de 2019 |
| Recorde dos Jogos Pan-Americanos | Estados Unidos · Natalie Coughlin (59.05) · Katie Meili (1:06.06) · Kelsi Worrell (57.34) · Allison Schmitt (54.08) | 3m56s53 | Toronto | 18 de julho de 2015 |

## Resultados

### Eliminatórias
A eliminatória foi realizada em 10 de agosto. 
| Pos. | Bateria | Raia | Nadador | Nacionalidade      | Tempo   | Notas |
| ---- | ------- | ---- | --- | ------------------ | ------- | ----- |
| 1    | 2       | 4    | Isabelle Stadden (1:00.29) Molly Hannis (1:08.20) Sarah Gibson (1:00.39) Lia Neal (55.44)                  | USA Estados Unidos | 4:04.32 | Q     |
| 2    | 2       | 3    | Fernanda de Goeij (1:02.46) Pâmela de Souza (1:09.57) Daynara de Paula (1:01.20) Manuella Lyrio (56.59)    | BRA Brasil         | 4:09.82 | Q     |
| 3    | 1       | 4    | Mackenzie Glover (1:03.16) Mary-Sophie Harvey (1:11.32) Katerine Savard (1:00.30) Alyson Ackman (55.48)    | CAN Canadá         | 4:10.26 | Q     |
| 4    | 1       | 5    | Andrea Berrino (1:03.24) Julia Sebastián (1:10.04) Macarena Ceballos (1:02.29) Florencia Perotti (59.87)   | ARG Argentina      | 4:15.44 | Q     |
| 5    | 2       | 5    | Athena Meneses (1:05.15) Esther González (1:11.21) Diana Luna (1:01.84) Tayde Revilak (58.49)              | MEX México         | 4:16.69 | Q     |
| 6    | 1       | 6    | Alexia Sotomayor (1:05.51) Paula Tamashiro (1:11.66) Maria Muñoz Machuca (1:02.68) McKenna DeBever (57.12) | PER Peru           | 4:16.97 | Q,    |
| 7    | 1       | 3    | Carla González (1:06.77) Mercedes Toledo (1:11.87) Isabella Paez (1:01.38) Fabiana Pesce (59.10)           | VEN Venezuela      | 4:19.12 | Q     |
| 8    | 2       | 6    | Margaret Higgs (1:07.83) Lillian Higgs (1:12.71) Laura Morley (1:07.19) Ariel Weech (58.87)                | BAH Bahamas        | 4:26.60 | Q     |
| 9    | 2       | 2    | Carolina Cermelli (1:05.88) Emily Santos (1:16.02) Ireyra Tamayo (1:05.69) Catherine Cooper (1:00.28)      | PAN Panamá         | 4:27.87 |       |

### Final
A final foi realizada em 10 de agosto. 
| Pos.              | Raia | Nadadores | Nacionalidade      | Tempo   | Notas            |
| ----------------- | ---- | --- | ------------------ | ------- | ---------------- |
| Medalha de ouro   | 4    | Phoebe Bacon (59.02) Anne Lazor (1:06.35) Kendyl Stewart (58.62) Margo Geer (53.65)                              | USA Estados Unidos | 3:57.64 |                  |
| Medalha de prata  | 3    | Danielle Hanus (1:00.45) Faith Knelson (1:07.57) Haley Black (59.12) Alexia Zevnik (54.76)                       | CAN Canadá         | 4:01.90 |                  |
| Medalha de bronze | 5    | Etiene Medeiros (1:00.99) Jhennifer Conceição (1:08.39) Giovanna Diamante (1:00.52) Larissa Oliveira (55.06)     | BRA Brasil         | 4:04.96 |                  |
| 4                 | 6    | Andrea Berrino (1:02.70) Julia Sebastián (1:06.83) Virginia Bardach (1:01.28) Macarena Ceballos (56.89)          | ARG Argentina      | 4:07.70 |                  |
| 5                 | 2    | Celia Pulido Ortíz (1:05.56) Melissa Rodríguez (1:08.26) Diana Luna (1:01.89) Monika González-Hermosillo (57.40) | MEX México         | 4:11.15 |                  |
| 6                 | 1    | Carla González (1:05.56) Mercedes Toledo (1:10.05) Isabella Paez (1:00.55) Jeserik Pinto (57.82)                 | VEN Venezuela      | 4:13.98 |                  |
| 7                 | 7    | Alexia Sotomayor (1:04.68) Paula Tamashiro (1:10.75) Maria Muñoz Machuca (1:02.49) McKenna DeBever (56.20)       | PER Peru           | 4:14.12 | Recorde nacional |
| 8                 | 8    | Margaret Higgs (1:07.79) Lillian Higgs (1:12.77) Laura Morley (1:07.42) Ariel Weech (59.54)                      | BAH Bahamas        | 4:27.52 |                  |

Legenda
| Recorde mundial                  | Recorde mundial (World record)               |                       | Recorde africano                      | Recorde africano (African) |                                           | Q | Classificado por posição (Qualified) |
| Recorde dos Jogos Pan-Americanos | Recorde pan-americano (Pan-American record)  | Recorde da América    | Recorde da América (Americas)         | q                          | Classificado por melhor tempo (Qualified) |   |                                      |
| Melhor marca do ano              | Melhor marca do ano (World leading)          | Recorde asiático      | Recorde asiático (Asian)              | DNS                        | Não largou (Did not start)                |   |                                      |
| Recorde nacional                 | Recorde nacional (National record)           | Recorde europeu       | Recorde europeu (European)            | DNF                        | Não terminou (Did not finish)             |   |                                      |
| Recorde pessoal                  | Recorde pessoal do atleta (Personal best)    | Recorde da Oceania    | Recorde da Oceania (Oceania)          | DSQ / DQ                   | Desclassificado (Disqualified)            |   |                                      |
| Recorde da temporada             | Recorde da temporada do atleta (Season best) | Recorde sul-americano | Recorde sul-americano (South America) | NM                         | Sem marca (No mark)                       |   |                                      |